# ジュ・ム・スヴィアン

ジュ・ム・スヴィアンのモットーが入ったケベック州の紋章

ジュ・ム・スヴィアン（仏：Je me souviens）は、「私は忘れない」という意味のフランス語で、カナダのケベック州の公式モットーである。
1883年、ケベック州の官有地の副管理官で、州議事堂の建築に携わったウジェーヌ＝エティエンヌ・タシェが、議事堂正面玄関上の、ケベック州の紋章下の、石の部分にこのモットーを刻んだ 。このことにより、このモットーは公式に使われるようになったが、紋章そのものに入れられるようになったのは、1939年になってからだった。

## モットーの意味するもの
このモットーに託された思いが何であるのか、タシェは何ら説明をしていない。しかしシメオン・ルサージュに宛てた手紙の中で、議事堂のファサードに配した彫像の意図について述べ、それが人々に何を記憶するよう促すものであるかを説明している。 

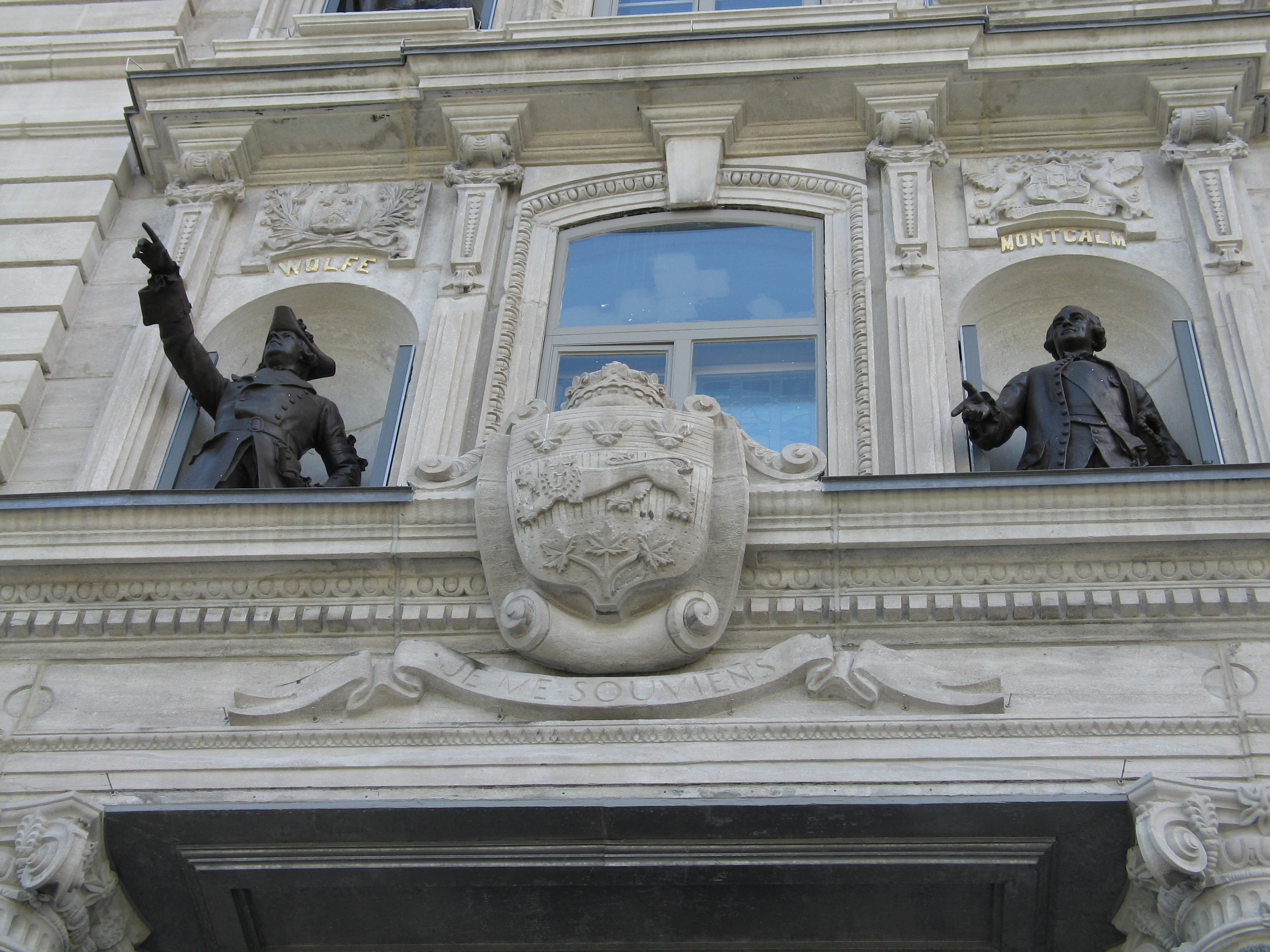
ケベック州議事堂の、ジェームズ・ウルフとルイ＝ジョゼフ・ド・モンカルムの像の間の紋章。これにもジュ・ム・スヴィアンが刻まれている

州議事堂の周囲には24の歴史上の人物の像がある。
ケベック植民地の創設者
ジャック・カルティエ
サミュエル・ド・シャンプラン
ポール・ショメディ・ド・メゾヌーヴ
聖職者
フランソワ・ド・ラヴァル
ジャン・ド・ブレブフ
ジャック・マルケット
ジャン＝ジャック・オリエ
軍人
ルイ・ド・ブアド・ド・フロンテナック
ジェームズ・ウルフ
ルイ＝ジョゼフ・ド・モンカルム
レビ伯フランソワ・ド・ガストン
先住民
フランス人統治者
ピエール・ド・ヴォワイエ・ダルジャンソン
アレクサンドル・ド・プルヴィル
ルイ＝エクトール・ド・キャリエール
シャルル・ド・モンマニ
ルイ・ダイユブ・ド・クーロンジュ
ヴォードルイユ＝カヴァニャル侯ピエール・フランソワ・ド・リゴー
イギリス領になってからの総督（タシェが「最も自分達の国民性を理解していた」とする者）
ジェームズ・マレイ
初代ドーチェスター男爵ガイ・カールトン
ジョージ・プレヴォスト
チャールズ・バゴット
第8代エルギン伯爵ジェイムズ・ブルース（エルギン卿）
このエルギン伯は、責任内閣導入において、大きな役割を果たした人物とみなされ、特別な場所を与えられている。タシェは、将来にも像を作ることを想定して、何カ所かを空けておいた。
一方でタシェの同時代人にとっては、このモットーの解釈は難しいものではなかった。最初期の解釈として参照できるものは、歴史家のトマ・シャペと公務員のエルネスト・ギャニョンによるものである。

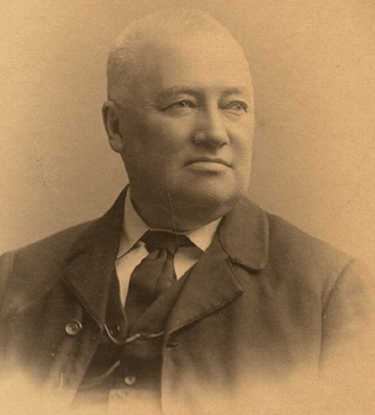
ウジェーヌ＝エティエンヌ・タシェ

トマ・シャペは、1895年6月24日、レビ伯の像の除幕式でこういう演説を行っている。「…ケベック州には、州が誇りとし、好んで州内の記念碑や建築物に刻まれるモットーがある。このモットーはわずか3語である、ジュ・ム・スヴィアン、しかしこの簡潔な表現には、とうとうと語られる演説よりももっと価値があるのだ。そう、忘れてはならないのである。我々は過去とその教訓、過去とその不運、過去とその栄光を忘れてはならないのである。翌1896年、エルネスト・ギャニョンはこう書いている。「このモットーには、連邦の中でも個性の強いケベック州、シャンプランとメゾヌーヴが作ったカナダの、その存在理由がまとめられている」
1919年、タシェの死から7年が経ち、歴史家のピエール＝ジョルジュ・ロイは、このモットーに表される特徴についてこう指摘した。「この3つの単語が雄弁に物語っているもの、それは過去と同様、現在も未来も、連邦の中で唯一のフランス人によるフランス語の州だということだ」この文章は、その後何度かにわたって引用され、また別の言葉に言いかえられた。
大勢の学者たちが、このモットーの論拠を見つけようとしていた。民俗学者のコンラッド・ラフォルトは、『Un Canadien errant（迷えるフランス系カナダ人）』の一節「Va, dis à mes amis/ Que je me souviens d’eux（さあ語れわが友よ、彼らのことは忘れないと）」が由来ではないかと考えた。あるいはヴィクトル・ユーゴーの詩『Lueur au couchant（夕陽の光）』 でないかとも考えた。作家のアンドレ・デュバルは、答えはもっと簡単で、すぐ身近にあると考えた。州政府の建物の、ドアの上にローヌ侯爵の紋章が刻んであり、そのモットーが「Ne obliviscaris」（忘れるなかれ）とあるのだ。ゆえに、デュバルはこう信じた。「ケベック州のモットーは、同時にローヌ侯のモットーをも表現しており、フランス系カナダ人の、ヴィクトリア女王への回答でもある」
1978年以前に出版された英語の研究書でも、モットーの起源に関してはそう変わらなかった。このモットーと、それをどう解釈するかで、多くの言葉が費やされた。「タシェ氏は、ケベック州の紋章にもある、美しく詩的で、そして愛国的なモットー、ジュ・ム・スヴィアンの発案者である。このモットーの意味するところを、たやすく英語で表現することはできないが、意味を伝えるために置き換えることはできる、我々は忘れない、忘れないであろう、我々のいにしえの血筋を、伝統を、記憶を」
1955年、歴史家のメーソン・ウェードは、自らの意見をこう書き述べた。「フランス系カナダ人がジュ・ム・スヴィアンという時、ただ単にヌーヴェル・フランス植民地の時代を忘れないというのではない。自分たちはイギリスに征服された民族である事実をもまた示唆しているのだ」

## 議論と第2のモットー

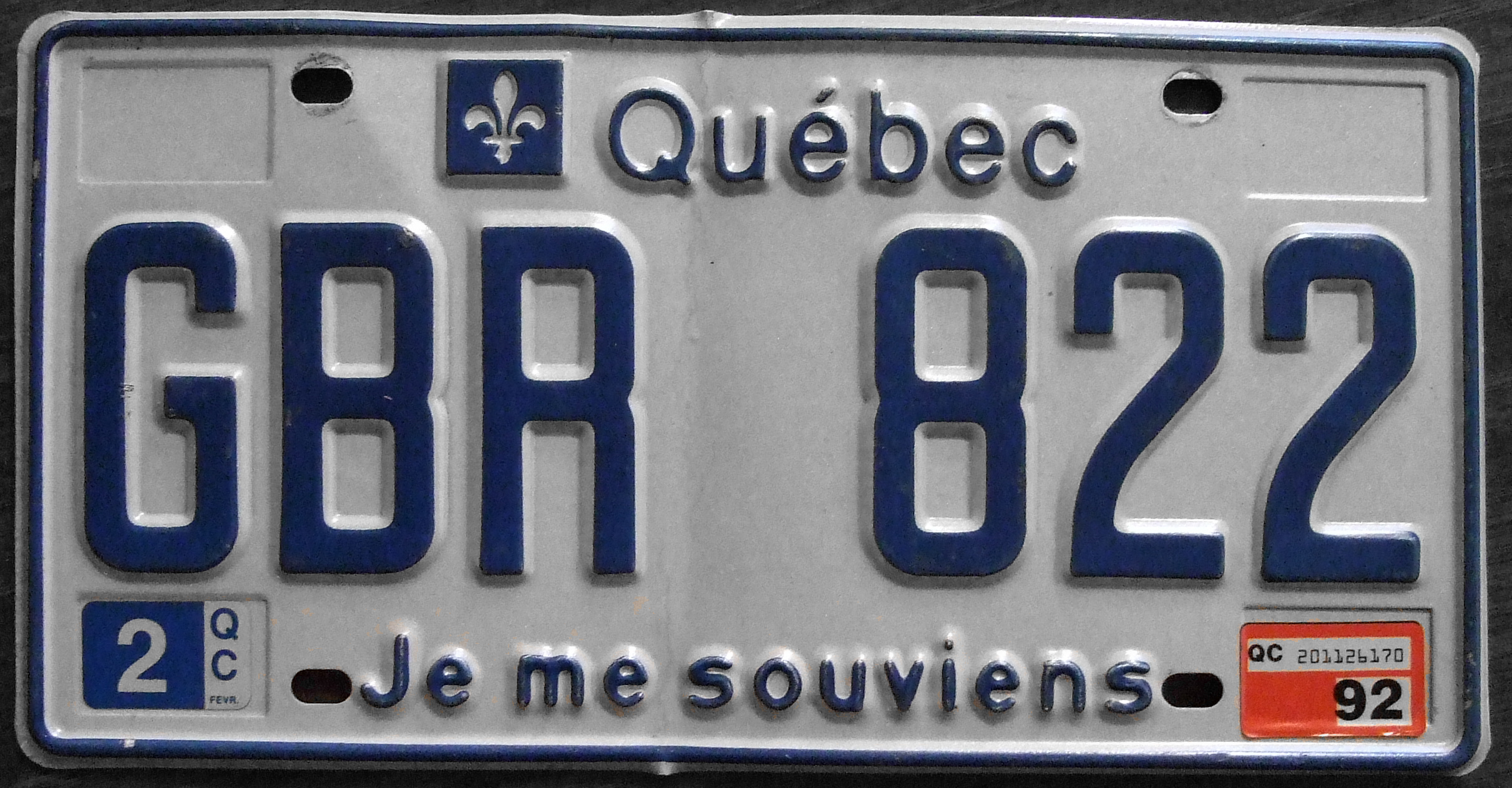
1978年以降のナンバープレートに見られるジュ・ム・スヴィアン

1978年、ジュ・ム・スヴィアンは、ケベック州の車のナンバープレートにつけられていた、観光客を呼び込むモットー「美しい州」（La Belle Province）に取って代わるようになった。歴史家のガストン・デシェーヌによると、この変化により、カナダの主なメディアが、ジュ・ム・スヴィアンに新しい意味を持たせるようになった。
1978年2月4日、ザ・モントリオール・スターの記者ロベール・ゴイエットが書いた「ナンバープレートをめぐる論争」というタイトルの署名記事は、読者の注意を惹いた。そして、タシェの孫にあたるエレーヌ・パケが、ジュ・ム・スヴィアンというタイトルの投書をこの新聞に送り、2月15日の紙面にそれが掲載された。それにはこう書かれてあった。
ユリとバラは、それぞれフランスとイギリスを表す花である。このモットーは、二行目以降があまり知られていないまま、知れ渡ってしまったというわけだ。1992年にデシェーヌが調査を行うまで、この詩の二行目説が続くことになる。デシェーヌが1992年にエレーヌ・パケと連絡を取ったところ、パケは、かつての投書で引用した詩の出所をはっきりさせられなかった。彼女が述べたことも、州立法議会の議員である、父親のエチエンヌ＝テオドール・パケ中佐の考えとは食い違っていた。この人物は、1939年の3月3日、タシェの義理の息子で、州の公共事業の担当大臣でもある、ジョン・サミュエル・ブルケに宛てた手紙の中で、このモットーのことを「我々フランス系カナダ人の価値ある歴史と伝統を、（詩の二行目とは関係なく）3つの単語で言いあらわした」と書いた人物であった。

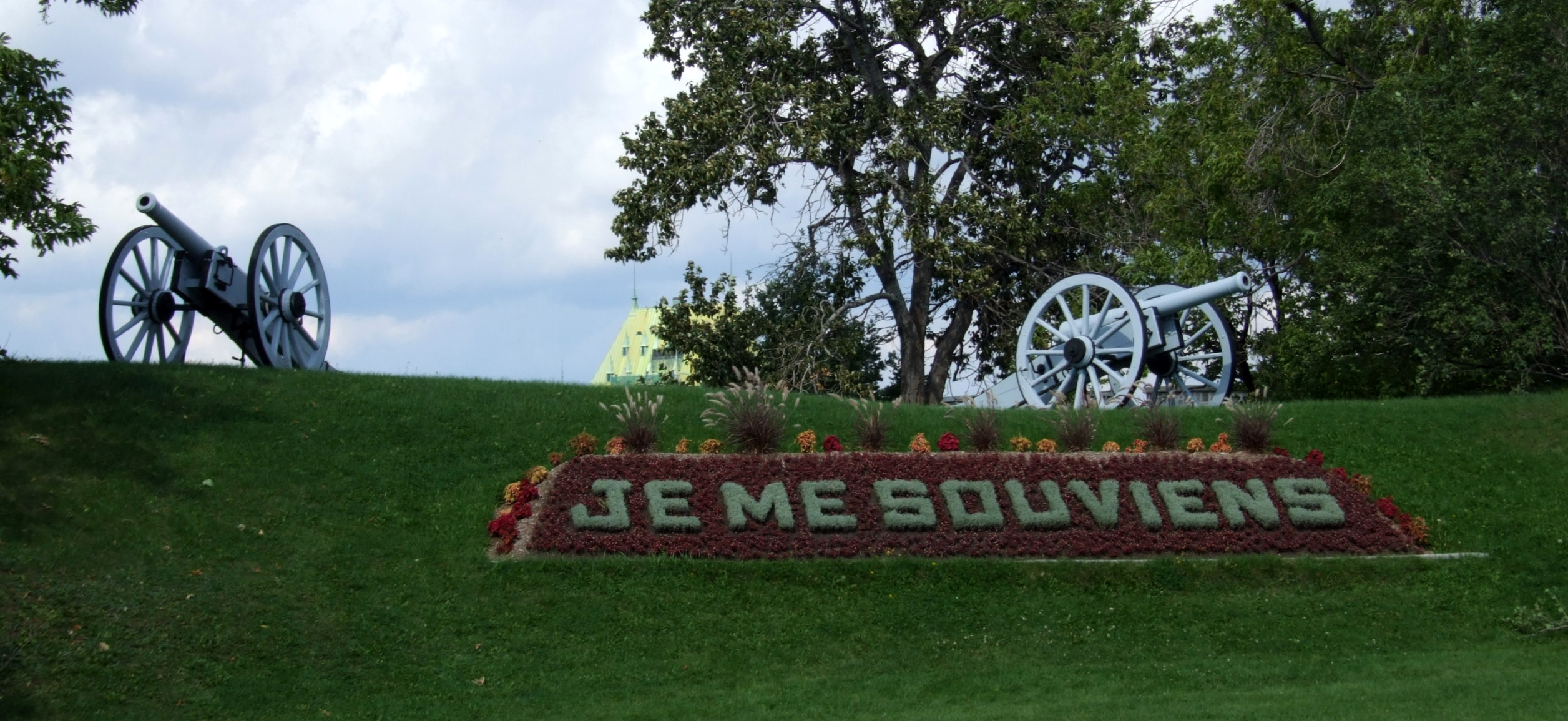
ケベックシティのシタデルの中にあるジュ・ム・スヴィアン

この二行目の部分は、今では、やはりタシェによって、ジュ・ム・スヴィアンのかなり後に作られた「第二のモットー」とされている。当初は、カナダ国家の記念碑に、この第2のモットーが使われる予定だった。カナダを象徴する、若くて優美な女性が「Née dans les lis, je grandis dans les roses（ユリの元に生まれ、バラの元で育つ）」というモットーを抱いているものであったが、この企画は実現にいたらず、ケベックシティ創設300周年の記念メダルへと変更された。これもタシェの発案によるもので、メダルにはこう刻まれている。「"Née sous les lis, Dieu aidant, l’œuvre de Champlain a grandi sous les roses　l’œuvre de Champlain a grandi sous les roses（神のご加護により、ユリの元に生まれた、シャンプランの功績が、バラの元で育って行く、シャンプランの功績が、バラのもとで育って行く）」
ジュ・ム・スヴィアンは、英連邦内で王立第22連隊（en:Royal 22e Régiment）のモットーでもある。この連隊はカナダで唯一、フランス語によって指揮される連隊である。